# تاکویا ترادا
تاکویا ترادا (寺田拓哉 Takuya Terada زاده ۱۸ مارس ۱۹۹۲) بازیگر، خواننده، مدل اهل ژاپن و و عضو کراس جین، گروه بین‌المللی آسیایی متعلق به کمپانی امیوز است. وی همچنین برای حضورش به عنوان نماینده ژاپن در برنامه تلویزیونی کره‌ای اجلاس غیرعادی محصول شبکه JTBC شناخته می‌شود.تاکویا در اواخر سال۲۰۱۸از گروه کراس جین رفت

## زندگی حرفه‌ای

### پیش از آیدل شدن
در سال ۲۰۰۸ تاکویا در بیست و یکمین مسابقه جونن سوپر بوی شرکت و پس از راهیابی به مرحله فینال، جایزهٔ داوران را از آن خود کرد.
تاکویا با کمپانی سرگرمی ژاپنی امیوز قرارداد بست و در تعدادی از ساخته‌های امیوز از جمله درامای ژاپنی «نشانه» و تئاتر موزیکال «سیاه و سفید» بازی کرد.
در سال ۲۰۱۰ تاکویا به شرکت تابعه کره‌ای «امیوز کره» منتقل شد تا به پروژهٔ A (که بعد به کراس جین تغییر نام پیدا کرد) ملحق شود که عبارت بود از یک گروه موسیقی پاپ آسیایی متشکل از اعضایی از کشورهای مختلف شرق آسیا.

### ۲۰۱۲: شروع فعالیت در کی پاپ
تاکویا به عنوان یک آیدل به همراه گروه پسر کراس جین در ۷ ژوئن ۲۰۱۲ به عنوان لیدر و وکالیست گروه شروع به کار کرد. او با لقب «ژن جذاب» شناخته می‌شود. وی پس از آن در دو فیلم ژاپنی عاشقم باش! به همراه کارام عضو گروه DGNA و فرار ۶۰ همراه با شین وون هو، عضو دیگر کراس جین، بازی کرد.

### ۲۰۱۳: شروع فعالیت در جی پاپ
در ۱۳ مارس ۲۰۱۳ تاکویا برای بار دوم در ژاپن شروع به فعالیت کرد، این بار به عنوان یک آیدل و عضوی از گروه کراس جین و با انتشار اولین تک‌آهنگ ژاپنی گروه به نام ستارهٔ دنباله دار. وی در کنسرت کراس یو در ژاپن اعلام کرد که از رهبری گروه کراس جین کناره گیری کرده است.

### ۲۰۱۴: اجلاس غیرعادی
در اوایل سال ۲۰۱۴ تاکویا در پروژه فیلم کراس جین به نام زد شرکت داشت که در آن نقش ژی را بازی کرد.
به دنبال فعالیت با کراس جین برای اولین کامبک کره‌ای گروه، تاکویا به عنوان نمایندهٔ ژاپن به برنامهٔ تلویزیونی کره‌ای اجلاس غیرعادی پیوست. وی بازخورد خوبی از جانب بینندگان کره‌ای دریافت کرد و با افزایش ناگهانی محبوبیت این برنامه، تاکویا نیز با افزایش محبوبیت مواجه شد.
در نوامبر این سال، تاکویا مجریگری فرش قرمز مراسم جوایز موسیقی ملون را بر عهده داشت. وی همچنین در موزیک ویدیوی همکاری هیورین و جویونگ به نام پاک ایفای نقش نمود.
در ۵ دسامبر این سال تاکویا به پاس فعالیت در زمینهٔ ارتقای فرهنگ کره از طریق جایگاهش در گروه بین‌المللی کراس جین و نیز شرکت در برنامهٔ تلویزیونی اجلاس غیرعادی جایزه دسانگ تبادلات بین‌المللی را در جشنوارهٔ هالیو کره‌ای از آن خود کرد.

## فیلم شناسی

### درام تلویزیونی
| سال  | عنوان   | شبکه تلویزیونی | نقش          | نکات     |
| ---- | ------- | -------------- | ------------ | -------- |
| ۲۰۱۱ | نشانه   | MBS            | Tobi Ibaraki | نقش اصلی |
| ۲۰۱۲ | فرار ۶۰ | MBS            | Takao Kusuno | نقش اصلی |
| ۲۰۱۵ | عاشق    | Mnet           | Takuya       | نقش اصلی |

### فیلم
| سال  | عنوان            | نقش          | نکات     |
| ---- | ---------------- | ------------ | -------- |
| ۲۰۱۲ | عاشقم باش!       | Rui Kiryuuin | نقش اصلی |
| ۲۰۱۲ | فرار ۶۰ -گیم اور | Takao Kusuno | نقش اصلی |
| ۲۰۱۴ | ZEDD             | XI           | نقش اصلی |
| ۲۰۱۶ | عشق یک طرفه      | Hajime       | نقش اصلی |

### موزیکال
| سال  | عنوان                 | نقش  |
| ---- | --------------------- | ---- |
| ۲۰۱۰ | سیاه و سفید           |      |
| ۲۰۱۶ | کوروشیتسوجی: آرک سیرک | Agni |

### مجموعه تلویزیونی
| سال  | عنوان                      | شبکه            | نقش                  | نکات                            |
| ---- | -------------------------- | --------------- | -------------------- | ------------------------------- |
| ۲۰۱۲ | Let's Go Dream Team! فصل ۲ | KBS             | مهمان                |                                 |
| ۲۰۱۴ | اجلاس غیرعادی              | JTBC            | به طور منظم بازیگران | قسمت 1-52                       |
| ۲۰۱۵ | بازگشت جفت شده در بهشت     | ام بی سی every1 | بازیگران             | قسمت 1-3                        |
| ۲۰۱۵ | قرار تنهایی                | JTBC            | مهمان                | قسمت ۷ و 8                      |
| ۲۰۱۵ | شکار ساحره                 | JTBC            | مهمان                | قسمت ۹۳                         |
| ۲۰۱۵ | خانهٔ دوست کجاست؟           | JTBC            | بازیگران             | ۷(استرالیا) و ۱۰ سفر (نیوزیلند) |
| ۲۰۱۵ | برنامه آزمون جهانی         | MBC             | مهمان                | قسمت ۳۱۷                        |
| ۲۰۱۵ | کنت و شهر                  | tvN             | Cameo                | قسمت ۳                          |
| ۲۰۱۶ | جنگ مأموران: فاتحان        | OGN             | به طور منظم بازیگران | فصل ۱، ۲                        |
| ۲۰۱۶ | نماینده آشپز               | JTBC            | مهمان                | قسمت ۱۰                         |

### موزیک ویدیو
| سال  | هنرمند          | آهنگ | موزیک ویدیو رسمی در یوتیوب |
| ---- | --------------- | ---- | -------------------------- |
| ۲۰۱۴ | هیورین X جویونگ | پاک  | StarshipTV                 |